# Al-Hakim
Abū ʿAlī Manṣūr (født 13. august 985, død 13. februar 1021), bedre kendt som al-Ḥākim bi-Amr Allāh, som betyder "hersker ved Guds befaling", var den sjette fatimidiske kalif og den sekstende ismailistiske imam. Al-Hakim er en vigtig figur i flere shia-ismailistiske religioner.
1. ↑  Navnet er anført på svensk og stammer fra Wikidata hvor navnet endnu ikke findes på dansk.
2. ↑  Navnet er anført på arabisk og stammer fra Wikidata hvor navnet endnu ikke findes på dansk.